# Pleurospermum bicolor
Pleurospermum bicolor là một loài thực vật có hoa trong họ Hoa tán. Loài này được (Franch.) C. Norman ex Z.H. Pan & M.F. Watson mô tả khoa học đầu tiên năm 2004.